# 艾莉森·史密斯 (游泳运动员)
艾莉森·史密斯（英語：Allison Smith，1960年3月18日—），澳大利亚女子游泳运动员。她曾代表澳大利亚参加1974年英联邦运动会游泳比赛，获得一枚铜牌。她也曾参加1976年夏季奥林匹克运动会。